# Dungegadi
Dungegadi (népalais : दुन्गेगडी) est une ville du Népal située dans le district de Pyuthan, dans la zone de Rapti. Au recensement de 2011, la ville comptait 4 264 habitants.